# Orde van de Held van de Socialistische Arbeid
De  Orde van de Held van de Socialistische Arbeid (Hongaars: Szocialista Munka Hőse) was een in 1953 in Hongarije ingestelde socialistische orde die in navolging van de Russische Orde van de Held van de Socialistische Arbeid werd ingesteld. Ook het versiersel, een kleine gouden ster aan een kort lint met twee beugels, was een kopie van het Russische voorbeeld.
De "Helden van de Socialistische Arbeid", meestal de organisatoren van de communistische partij en voorbeeldige arbeiders droegen het insigne dagelijks op het revers van hun jas en genoten bepaalde voorrechten. Men droeg altijd de gouden ster, er was geen knoopsgatversiering of baton .
Het lint was rood met een brede middenstreep en twee smalle witte strepen.
Het kleinood was een gewelfde gouden ster met vijf punten en een hamer en een sikkel, symbolen van het communisme.
De orde werd na de val van de communistische dictatuur in 1990 door de republiek Hongarije afgeschaft.